# Estação Casa del Reloj
Casa del Reloj é uma estação da Linha 12 do Metro de Madrid .